# Order Złotego Serca

Piastowski herb Orła Białego

Order Złotego Serca – order ustanowiony w 1678 przez Jerzego Wilhelma, ostatniego władcy z dynastii Piastów, panującego w księstwie legnicko-wołowsko-brzeskim na Śląsku. Miał wygląd krzyża maltańskiego wykonanego ze złota, w którego centrum umieszczono wizerunek piastowskiego Orła Białego. Na ośmiu końcach krzyża znajdowały się diamenty, którymi wysadzano również promienie między ramionami.